# Charmides (staatsman)
Charmides (Oudgrieks: Χαρμίδης, Charmídēs) was een oom van Plato, die een van zijn dialogen naar hem heeft genoemd (Charmides). Hij sneuvelde met zijn neef Critias ten tijde van de Dertig Tirannen in een gevecht bij de rivier Cephissus.

## Referentie
- art. Charmides, in F. Lübker - trad. ed. J.D. Van Hoëvell, Classisch Woordenboek van Kunsten en Wetenschappen, Rotterdam, 1857, p. 204.